# Silhouette in Red Tour
A Silhouette in Red Tour Bonnie Tyler 1994-es nagyszabású élő koncertsorozata. 1993-ban megjelent Silhouette in Red című albumát bemutató, egész Európára kiterjedő 47 állomásos koncérkorút. Bonnie Tyler az örökzöld slágerei mellett a 90-es évek elején megjelent albumairól is énekelt, többnyire Dieter Bohlen által szerzett dalokat. A turné 1994 január 20-án vette kezdetét Németországban és Dániában ért véget március 29-én. Magyarországon két koncertet adott Bonnie. Egyet Budapesten, a Városligetben, egy másikat pedig Szombathelyen.

## A csapat
- turné management: Matthew Davis
- világítás tervező: Angus MacPhail
- színpad technikus: Ian Horne
- kivetítő mérnök: Ian Newton
- háttér technikus: Steve Chapman, Daryl Davis
- világítás technikus: Pat Fitszimons, Danny Evans, Johhny Harper
- hangmérnök: Rob Cwick
- fényképész: Dagmar Wildmann
- élelmező: Dave Thomas, Rebekah Reynolds
- buszsofőr: Phil Laycock, Steve Ince, Malcolm Orber
- kamion sofőr: Richard Mcleod, Robert Hodler
- merchandiser: Andrew O'brian

### Szponzorok
- audio vezérlés: P.A.
- világítás: Supermick
- kamionok: Eurotrux
- buszok: Wharfedale
- étkeztető: Eat to the Beat
- merchandising: Giant
- Utazási iroda: Artist Travel Service / St. James Travel
- utaztató: John Henry Enterprises
- további támogatók: Marshall, Adidas, Music Control, The Bass Centre, Elite Strings, Remo Drums, Paiste Cymbals, Fender, Gibson, Vater Sticks. Trace Elliot

### Zenészek
- gitár/zenei rendező: Alan Darby
- basszusgitár: Ed Poole
- billentyűk: John Young
- dobok: John Tonks

## Turnéállomások
| Időpont           | Helyszín                   |
| ----------------- | -------------------------- |
| 1994. január 20.  | Németország, Regensburg    |
| 1994. január 21.  | Németország, Lisctenfell   |
| 1994. január 22.  | Németország, Ravensburg    |
| 1994. január 24.  | Németország, Waldkirch     |
| 1994. január 25.  | Németország, Saarbrücken   |
| 1994. január 27.  | Németország, Erfurt        |
| 1994. január 28.  | Németország, Essen         |
| 1994. január 30.  | Németország, Hagen         |
| 1994. január 31.  | Németország, Siegen        |
| 1994. február 1.  | Németország, Bielefeld     |
| 1994. február 3.  | Németország, Braunschwalig |
| 1994. február 4.  | Németország, Madgeberg     |
| 1994. február 6.  | Németország, Hannover      |
| 1994. február 7.  | Németország, Chemnith      |
| 1994. február 9.  | Németország, Stuttgart     |
| 1994. február 10. | Németország, Mannheim      |
| 1994. február 11. | Németország, Passau        |
| 1994. február 13. | Németország, Hamburg       |
| 1994. február 15. | Németország, Berlin        |
| 1994. február 17. | Németország, Bréma         |
| 1994. március 18. | Németország, Kassa         |
| 1994. február 19. | Németország, Frankfurt     |
| 1994. február 21. | Németország, Drezda        |
| 1994. február 22. | Németország, München       |
| 1994. február 24. | Csehország, Prága          |
| 1994. február 25. | Csehország, Ostrava        |
| 1994. február 26. | Ausztria, Linz             |
| 1994. február 28. | Szlovákia, Pozsony         |
| 1994. március 1.  | Magyarország, Budapest     |
| 1994. március 2.  | Magyarország, Szombathely  |
| 1994. március 4.  | Ausztria, Bécs             |
| 1994. március 5.  | Ausztria, Graz             |
| 1994. március 6.  | Szlovénia, Ljubljana       |
| 1994. március 8.  | Ausztria, Feldkirch        |
| 1994. március 10. | Svájc, Zürich              |
| 1994. március 11. | Franciaország, Párizs      |
| 1994. március 12. | Franciaország, Párizs      |
| 1994. március 13. | Belgium, Brüsszel          |
| 1994. március 16. | Belgium, Skein             |
| 1994. március 17. | Finnország, Oslo           |
| 1994. március 19. | Norvégia, Bergen           |
| 1994. március 20. | Norvégia, Stavanger        |
| 1994. március 22. | Norvégia, Trondheim        |
| 1994. március 25. | Norvégia, Harstad          |
| 1994. március 26. | Norvégia, Tromsø           |
| 1994. március 28. | Norvégia, Stockholm        |
| 1994. március 29. | Dánia, Koppenhága          |